# Torneo de Berlín 2025
El Torneo de Berlín 2025, denominado por razones de patrocinio Berlin Ladies Open, fue un torneo de tenis jugado en canchas de césped al aire libre. Perteneció a la categoría WTA 500 en el WTA Tour, siendo la 98.ª edición del evento. El evento tuvó lugar en el Rot-Weiss Tennis Club, en Berlín, Alemania, entre el 16 y el 22 de junio.

## Cabezas de serie

### Individuales femenino
| Tenista         | Ranking | Preclasificada |
| Aryna Sabalenka | 1       | 1              |
| Coco Gauff      | 2       | 2              |
| Jessica Pegula  | 3       | 3              |
| Jasmine Paolini | 4       | 4              |
| Zheng Qinwen    | 5       | 5              |
| Mirra Andreeva  | 6       | 6              |
| Madison Keys    | 8       | 7              |
| Paula Badosa    | 9       | 8              |

- Ranking del 9 de junio de 2025.[2]

### Dobles femenino
| Tenista                          | Ranking | Preclasificada |
| Sara Errani Jasmine Paolini      | 12      | 1              |
| Lyudmyla Kichenok Erin Routliffe | 16      | 2              |
| Mirra Andreeva Diana Shnaider    | 24      | 3              |
| Asia Muhammad Demi Schuurs       | 32      | 4              |

## Campeones

### Individual femenino
Markéta Vondroušová venció  a  Wang Xinyu por 7-6(10), 4-6, 6-2

### Dobles femenino
Tereza Mihalíková /  Olivia Nicholls vencieron  Sara Errani /  Jasmine Paolini a por 4-6, 6-2, [10-6]